# Paralithodes platypus
Paralithodes platypus är en kräftdjursart som beskrevs av Brandt 1850. Paralithodes platypus ingår i släktet Paralithodes och familjen trollkrabbor. Inga underarter finns listade i Catalogue of Life.